# Матида (станция)
Станция Матида (яп. 町田駅 матида эки) — железнодорожная станция на линиях Иокогама и Одавара, расположенная в городе Матида, Токио. Станция JR East была открыта 23-го сентября 1908 года под названием Хараматида (яп. 原町田駅 хараматида эки), как остановка на линии Иокогама. 1 апреля 1980 года станция получила нынешнее название. В 1927 году открывается станция Линии Одавара — Син-Хараматида. В 1976 году после завершения строительство нового здания станции вмещающего в себя Универмаг Одакю, станция получила нынешнее название. На станции установлены автоматические платформенные ворота.

## Линии
- East Japan Railway Company
  - Линия Иокогама
- Odakyu Electric Railway
  - Линия Одавара

## Планировка станции

### JR East
4 пути и две платформы островного типа.
| 1 | ■ Линия Иокогама | Син-Иокогама, Хигаси-Канагава, Сакурагитё |
| 2 | ■ Линия Иокогама | Син-Иокогама, Хигаси-Канагава, Сакурагитё |
| 3 | ■ Линия Иокогама | Хасимото, Хатиодзи                        |
| 4 | ■ Линия Иокогама | Хасимото, Хатиодзи                        |

### Одакю
4 пути и две платформы островного типа.
| 1 | ■ Линия Одавара | Сагами-Оно, Хон-Ацуги, Одавара                                 |
| 2 | ■ Линия Одавара | Сагами-Оно, Хон-Ацуги, Одавара                                 |
| 3 | ■ Линия Одавара | Кёдо, Симо-Китадзава, Ёёги-Уэхара, Линия Тиёда Аясэ и Синдзюку |
| 4 | ■ Линия Одавара | Кёдо, Симо-Китадзава, Ёёги-Уэхара, Линия Тиёда Аясэ и Синдзюку |

## Близлежащие станции
| «                      |          | Линия                |          | »                 |
| Иокогама               | Иокогама | Иокогама             | Иокогама | Иокогама          |
| ---------------------- | -------- | -------------------- | -------- | ----------------- |
| Нагацута               |          | Rapid                |          | Сагамихара        |
| Нарусэ                 |          | Local                |          | Кобути            |
| Линия Одавара          |          |                      |          |                   |
| Мукогаока-Юэн Синдзюку |          | Limited Express      |          | Хон-Ацуги Одавара |
| Син-Юригаока           |          | Rapid Express        |          | Сагами-Оно        |
| Син-Юригаока           |          | Express              |          | Сагами-Оно        |
| Тамагавагакуэн-маэ     |          | Semi Express         |          | Сагами-Оно        |
| Тамагавагакуэн-маэ     |          | Section Semi Express |          | Сагами-Оно        |
| Тамагавагакуэн-маэ     |          | Local                |          | Сагами-Оно        |